# Xipiu canyella
El xipiu canyella (Poospiza ornata) és un ocell de la família dels tràupids (Thraupidae).

## Hàbitat i distribució
Habita zones arbustives i pastures de les terres baixes de l'oest de l'Argentina.